# 臺南市後壁區菁寮國民小學
23°22′44″N 120°20′21″E / 23.37896°N 120.33915°E
臺南市後壁區菁寮國民小學為一所位於臺灣臺南市後壁區的市立國民小學，其創校歷史可追溯至1911年，是後壁區最早創立的學校。該校建於1931年的升旗臺與1950年代的舊辦公室與禮堂已在2003年5月27日被公告為歷史建築。

## 沿革
菁寮國小的前身是菁寮公學校，是明治四十二年（1909年）時由菁寮派出所駐在巡查管野捨次郎、菁寮區長莊以蒞與地方人士所籌畫，最後在明治四十四年（1911年）2月24日獲准成立，之後於3月28日完成招生，首任校長由出身日本福岡縣的谷義廉於3月31日上任，隨後於4月15日開始授課。當時學校只有兩班，男生116人，女生9人，而最初是在菁寮區役場南邊（今後壁區農會菁寮辦事處）搭建的竹造茅屋上課，有兩間教室與一間辦公室。正式的新校舍從明治四十四年（1911年）6月18日於今址動工，於同年10月11日完工，而原本的臨時教室則在大正元年（1912年）9月16日被暴風雨摧毀。新校舍為木造瓦葺建築，因為落成時間是在學期中所以到隔年2月20日才舉行落成暨開學典禮，當時連嘉義廳長津田毅一亦出席典禮。後來由於制度改革，校名於昭和十六年（1941年）4月1日改為「菁寮國民學校」。
二次大戰後，校名於民國三十五年（1946年）改為「後壁鄉第二國民學校」，隔年改為「菁寮國民學校」，而後在民國五十七年（1968年）8月因九年國教而改為「臺南縣後壁鄉菁寮國民小學」，沿用至2010年行政區改制為止。

## 學區與分校
目前菁寮國小的學區只有以後壁區的菁寮、墨林、菁豐等周圍各里為主要學區，但菁寮公學校的學區最大時範圍涵蓋今天整個臺南市後壁區以及嘉義縣鹿草鄉的一部份，但由於住在鹿草庄下潭的學童須涉過八掌溪才能來上課，相當危險，所以於大正九年（1920年）4月1日設立菁寮公學校下潭分校場（今嘉義縣鹿草鄉下潭國民小學），於隔年4月20日獨立為下潭公學校。而大約在此同時（1921年4月24日），於今後壁區嘉田里借用賴氏祖廟及顯濟宮成立了「菁寮公學校後壁分校」（今臺南市後壁區後壁國民小學），隔年4月1日獨立成「後壁公學校」，10月時於後壁里今址建校舍。
昭和十四年（1939年）3月27日時於今後壁區新東里設「菁寮公學校新港東分校」，於民國三十四年（1945年）10月獨立，後來演變成今臺南市後壁區新東國民小學；民國五十一年（1962年）8月1日設新嘉分校，於隔年8月1日獨立為今臺南市後壁區新嘉國民小學。

## 文化資產
菁寮國小的禮堂與舊辦公室均為一層樓的磚木混合建築，分別落成於1951年與1956年。現在禮堂依然是學校集會場所以及室內體育場，而辦公廳則改為家長會聯誼室與辦公、教學器材的放置空間。至於建於1931年的升旗臺則在新的升旗臺暨司令臺完成後閒置，只剩基座。

## 外部連結
- 臺南市後壁區菁寮國民小學